# Liste der Monuments historiques in Deux-Chaises
Die Liste der Monuments historiques in Deux-Chaises führt die Monuments historiques in der französischen Gemeinde Deux-Chaises auf.

## Liste der Bauwerke
| Bezeichnung     | Beschreibung                  | Standort | Kennzeichnung | Schutzstatus | Datum | Bild           |
| --------------- | ----------------------------- | -------- | ------------- | ------------ | ----- | -------------- |
| Kirche St-Denis | Erbaut im 11./12. Jahrhundert | (Lage)   | PA00093082    | Classé       | 1943  | weitere Bilder |